# Wu Yang
Wu Yang (chino simplificado: 舞脏; chino tradicional: 五藏; pinyin Wŭ Yáng; * 5 de enero de 1992 en Yangquan, China) es una jugadora de tenis de mesa chino. Ella participó en campeonatas mundiales tres veces. Ella es una defendora.

## Carrera
En 2006, apareció en el escenario internacional por primera vez, donde Wu ganó el bronce en el Circuito Mundial Juvenil. En 2008, participó en el Campeonato Juvenil de Asia, donde ganó individual de bronce y doble medalla de plata. En 2009, Wu ganó en el China Open oro, en el Campeonato Mundial Juvenil, ganó la medalla de plata en todas las categorías. En los Campeonato de Asia, ella falló en los cuartos de final en Ding Ning después de una ventaja de 3-1 aún 3-4. En 2010, tuvo un buen desempeño, logrando su novena posición en el ranking mundial y fue nominada para el Campeonato del Mundo en Róterdam. Allí ella derrotó en cuartos de final a Li Xiaoxia con 1:4. En 2012, ella no apareció internacionalmente, pero fue nominada para la Campeonato del Mundo en París, donde nuevamente derrotó a Li Xiaoxia con 1:4. En el Circuito Mundial ganó algunas medallas, pero no fue nominada para el equipo de la Campeonato del Mundo. En 2015, participó en el Campeonato del Mundo de individuales y se mezcló como una nueva nominada. En los cuartos de final, fue derrotada por Ding Ning 3-4, en la mezcla que también perdió en mezcla con Yan An 3-4.  Los expertos calculan Wu Yang no podrá ganar el gran título.

## Éxitos

#### Individual
- Campeonato del Mundo: 2011, 2013, 2015- cuartos
- Copa de Asia: 2013- plata
- Copa del Mundo: 2013- plata
- Campeonato de Asia: 2009- cuartos

#### Equipo
- Campeonato de Asia: 2009- oro
- Copa del Mundo: 2013- oro

## Privado
Wu Yang ha estado estudiando ciencias del deporte en la Universidad de Guangdong desde 2012.